# Eufonia
L'eufonia (composto delle parole greche ευ, prefisso avverbiale che significa "buono" o "bene", e φωνή, "suono") è, in linguistica e musica, l'effetto piacevole prodotto da un suono (vocale o strumentale) o da più suoni di parole che si incontrano. È l'opposto della cacofonia, che riguarda suoni (vocali o strumentali) sgradevoli all'ascoltatore.